# Jovan Mijatović
Jovan Mijatović (en serbe en écriture cyrillique : Јован Мијатовић), né le 11 juillet 2005 à Belgrade, est un footballeur serbe qui joue au poste d'ailier à OH Louvain, en prêt du New York City FC.

## Biographie

### Carrière en club
Né dans la capitale serbe, Jovan Mijatović est un pur produit du centre de formation de l'Étoile rouge de Belgrade, où il brille d'abord avec les équipes de jeunes,,.
Il subit néanmoins une grave blessure au genou au printemps 2021, freinant son essor sur la saison suivante, sans toutefois l'empêcher de prendre part aux titres avec les équipes de jeunes au printemps qui suit,.
Prêté au Grafičar en début de saison 2022-23 — où il s'illustre avec cinq buts en huit matchs de deuxième division — Mijatović retourne cependant à l'Étoile rouge avant la fin du mercato estival, en intégrant le groupe professionnel et récupérant le numéro 9 sur son maillot,.
Il fait ses débuts avec l'équipe première du club le 30 octobre 2022, titularisé et jouant l'intégralité de la victoire 2-0 en championnat contre le FK Kolubara, enregistrant déjà une première passe décisive sur le premier but de la rencontre, par Aleksandar Pešić.
Entrant ensuite régulièrement en jeu avec l'équipe qui domine sa compétition, il prend ainsi part au titre des siens cette saison, leur 6e consécutif, le 9e en Super liga serbe et le 34e tout championnats nationaux confondus. Cette victoire fait aussi de l'Étoile rouge le premier club qualifié pour la prochaine Ligue des champions,,.

### Carrière en sélection
Mijatović est international serbe en équipe de jeunes dès les moins de 15, puis les moins de 16 ans, avant de s'imposer comme un cadre des moins de 17 ans.
Il prend part avec la Serbie au Championnat d'Europe des moins de 17 ans 2022 dont elle termine à une remarquée troisième place, après n'avoir concédé la défaite au Pays-Bas en demi-finale qu'après les tirs aux but et un match nul 2-2 dont Mijatović marque une des deux réalisations,,.
Il continue sa progression en étant appelé par Jovan Damjanović (en) avec les moins de 19 ans, en septembre 2022.

## Palmarès
| Étoile rouge de Belgrade - Super liga serbe (1) - Champion en 2022-23 |